# Michail Koeprijanov
Michail Vasiljevitsj Koeprijanov (Tetjoesji, 1903 — Moskou, 1991) was een Russische beeldend kunstenaar. Hij werd bekend als lid van het collectief Koekryniksy, dat vermaard werd door zijn karikaturen waarin onder meer fascistische leiders als Hitler werden aangepakt. Daarnaast was hij ook actief als schilder van landschappen en stadsgezichten.
Met Porfiri Krylov en Nikolaj Sokolov maakte hij vanaf rond 1924 politieke prenten voor kranten en (satirische) bladen als Krokodil. Na de opkomst van het fascisme kreeg het collectief voor zijn tekeningen internationaal lof toegezwaaid. Vooral tijdens de Grote Vaderlandse Oorlog maakte de groep posters en bijtende tekeningen, die achter het Duitse front werden afgeworpen.
Koeprijanov studeerde in 1929 af aan Vchoetemas, de hogeschool voor kunst en techniek in Moskou, waar hij de andere groepsleden had ontmoet. Koeprijanov maakte veel reizen naar Europa, waar hij stadsgezichten schilderde in Parijs, Rome, Venetië en Napels. Hij kreeg in Rusland talloze prijzen en onderscheidingen. Zijn werk bevindt zich onder meer in Tretjakovgalerij in Moskou en het Poesjkinmuseum.
- Gemeinsame Normdatei: 11856823X
- International Standard Name Identifier: 0000 0000 8030 0089
- Library of Congress Control Number: n81116816
- Nationale Bibliotheek van Letland: 000114468
- Nationale Bibliotheek van Tsjechië: skuk0000736
- RKD-Nederlands Instituut voor Kunstgeschiedenis: 212089
- Système universitaire de documentation: 116241608
- Union List of Artist Names: 500106983
- Virtual International Authority File: 121672133
- WorldCat: E39PBJfCvMWrTVWPT8QTYvppT3